# Нижньосергинське міське поселення
Нижньосерги́нське міське поселення (рос. Нижнесергинское городское поселение) — сільське поселення у складі Нижньосергинського району Свердловської області Росії.
Адміністративний центр — місто Нижні Серги.
Населення сільського поселення становить 9165 осіб (2019; 10431 у 2010, 12700 у 2002).
Станом на 2002 рік існувала Нижньосергинська міська рада (місто Нижні Серги, селища Бажуково, Нова Єльня, присілок Половинка).

## Склад
До складу сільського поселення входять:
| Населений пункт     | Населення, осіб (2002) | Населення, осіб (2010) |
| ------------------- | ---------------------- | ---------------------- |
| Бажуково, селище    | 12                     | 5                      |
| Нова Єльня, селище  | 37                     | 26                     |
| Нижні Серги, місто  | 12567                  | 10336                  |
| Половинка, присілок | 84                     | 64                     |